# Paul Tatum
Paul Edward Tatum (2 avril 1955 – 3 novembre 1996) était un homme d'affaires américain expatrié assassiné dans une station de métro de Moscou près de son hôtel.

## Biographie

### Jeunesse
Tatum est né le 2 avril 1955 à Edmond, dans l'Oklahoma.

### Carrière
Il commence à voyagé en Russie en 1985, s'impliquant dans diverses activités commerciales.
Paul Tatum exploitait une coentreprise hôtelière avec un homme d'affaires tchétchène nommé Umar Dzhabrailov (en); l'entreprise comprenait l'hôtel international Radisson,. Paul Tatum a fondé l'Americom Business Centre et est devenu copropriétaire du Radisson Slavyanskaya Hotel, un hôtel haut de gamme à Moscou, qui accueillait des hommes d'affaires étrangers et des clients haut de gamme. Il aurait connu le président américain Bill Clinton, qui était un client régulier de son hôtel lors de ses visites d'État en Russie.
Lors de la tentative de coup d'État en Russie à l'été 1991, Paul Tatum avait fourni au président Boris Eltsine son seul lien avec le monde extérieur en lui fournissant une liaison satellite depuis un bâtiment gouvernemental à Moscou, qui était encerclé par des unités de l'armée qui tentaient de renverser son gouvernement démocratique naissant.
Le 7 avril 1995, Paul Tatum s'est vu interdire l'entrée de l'hôtel par ses anciens partenaires commerciaux dans une bataille pour le contrôle de l'entreprise.

### Morts
Paul Tatum a eu de nombreux différends avec son partenaire hôtelier, Umar Dzhabrailov (en). Il a même publié une page entière de publicité dans un journal local moscovite, accusant Umar Dzhabrailov de faire chanter Paul Tatum et de tenter de le contraindre à quitter la coentreprise hôtelière. Quelques semaines plus tard, il a été abattu de onze balles dans la tête et le cou. Peu de temps après la mort de Paul Tatum, Umar Dzhabrailov (en) et le gouvernement de la ville de Moscou ont rapidement pris le contrôle total de la coentreprise hôtelière,.
Paul Tatum a été enterré au cimetière de Kountsevo, à Moscou.

#### Enquête
Carol Williams a enquêté sur le meurtre de Tatum pour le Los Angeles Times et après avoir conclu qu'il s'agissait probablement d'un meurtre commandité, elle a reçu un appel de quelqu'un qui lui a dit qu'il était « malsain de poursuivre certaines pistes d'enquête ».